# آزمینگتون
آزمینگتون (به انگلیسی: Osmington) یک روستا و محله مدنی در بریتانیا است که در West Dorset واقع شده‌است. آزمینگتون ۶۷۳ نفر جمعیت دارد.